# Iniva
Iniva (англ. Iniva, ранее было inIVA — от Institute of International Visual Art) — организация изобразительного искусства (Институт международного визуального искусства), находящаяся в Лондоне, которая сотрудничает с современными художниками, кураторами и писателями.
Управляет библиотекой Stuart Hall Library, базирующейся в лондонском районе Пимлико, в кампусе Колледжа искусств Челси, где хранится специальная коллекция и архив Iniva.

## История и деятельность
Институт Iniva был основан в 1994 году с целью устранения дисбаланса в том, как художники и кураторы были представлены в культуре Великобритании. Финансируемый Художественным советом Англии и управляемый Советом попечителей, институт работает с художниками, кураторами, творческими продюсерами, писателями и общественностью для изучения и отражения культурного разнообразия в изобразительном искусстве Англии.
Iniva и агентство Autograph ABP стали партнерами в строительстве специализированного международного центра визуальных искусств Rivington Place — пятиэтажного здания площадью 1400 квадратных метров в Восточном Лондоне. Стоимостью 5 миллионов фунтов стерлингов, оно было спроектировано архитектором Дэвидом Аджайе и открыто для публики 5 октября 2007 года. Это был первый финансируемый государством, специально построенный в Лондоне центр визуальных искусств, с момента открытия более сорока лет назад галереи Хейворда. В Rivington Place разместились два выставочных зала и библиотека Stuart Hall Library, помещения для занятий искусством и проведения семинаров, а также офисы Iniva и Autograph ABP.
До 2008 года теоретик культуры и социолог Стюарт Холл возглавлял Iniva и Autograph ABP. Первым директором собственно Iniva была Гилан Тавадрос (Gilane Tawadros), за которой в 2005 году последовал международный куратор Себастьян Лопес (Sebastian Lopez). Затем институтом руководили Гас Кейсли-Хейфорд (куратор, историк культуры), Тесса Джексон (куратор и писатель, бывший исполнительный директор Художественного совета Шотландии, а с 2015 года — Мелани Кин (Melanie Keen), которая была куратором Iniva с 1996 по 2003 год; одновременно является старшим менеджером в художественном совете Англии.
В последние годы финансирование Iniva значительно сократилось: в 2012 году на 43,3%, а в 2015 году - еще на 62,3%. В октябре 2018 года Iniva и библиотека Stuart Hall Library переехали из Rivington Place в Колледж искусств Челси в Пимлико. 
В течение своего существования институт Iniva принимал у себя или провела крупные персональные выставки известных британских и зарубежных художников, в том числе скульптора Хью Лока («Kingdom of the Blind», 2008 год); художника Зинебу Седира («Currents of Time», 2009 год); художника Дональда Родни («In Retrospect», 2008 год); художника и куратора Кита Пайпера («Relocating the Remains» в 1997 году и «Unearthing the Banker's Bones» в 2016 году); художницу Йинку Шонибаре («Diary of a Victorian Dandy», 1998 год) и гайанского художника Обри Уильямса («Cosmos Paintings», 1998 год). Институт также открыл для широкой британской общественности многих других художников, в их числе: израильский концептуальный художник Рои Розен, британский художник Кимати Донкор, британский режиссер и художник Алия Сайед, британский художник Джой Грегори, индийская концептуальная группа художников Raqs Media Collective.
Iniva также работала как издательство по искусству, часто в сотрудничестве с более крупными издательствами, опубликовав книги таких авторов, как теоретик культуры Кобена Мерсер, куратор и педагог Сарат Махарадж, художник Соня Бойс, историк искусства Гай Бретт (Guy Brett) и искусствовед Жоан Фишер.
Наряду с выставками и публикациями, институт Iniva также проводит образовательную программу по изобразительному искусству, состоящую из лекций, учебных семинаров и практикумов. Институт разработал последовательную стратегию работы с молодежью, направленную на расширение сферы их художественного образования.
Iniva имеет благотворительный статус в соответствии с законодательством Великобритании и управляется Советом попечителей. На протяжении многих лет в состав Совета входили видные деятели мира искусства, в том числе Стюарт Холл, Йинка Шонибаре, Сарат Махарадж, Генри Луис Гейтс и Исаак Жюльен.